# Kamienica Rafała Sachsa w Łodzi
Kamienica Rafała Sachsa – kamienica znajdująca się w Łodzi przy ul. Piotrkowskiej 44. Została wpisana do rejestru zabytków nieruchomych województwa łódzkiego 20 stycznia 1971 z numerem A/43 oraz do Gminnej Ewidencji Zabytków miasta Łodzi, z numerem 962.

## Historia
Pierwotnie posesje nr 44 i 42 obejmowała jedna duża działka, mająca do 1850 roku nr porządkowy 191, a następnie (jako nr hipoteczny) 261. Na froncie parceli, w jej środkowej części, stał drewniany, parterowy dom.
Kamienica została wybudowana w II poł. lat 60. XIX wieku, a w 1868 roku kupił ją Rafał Sachs, który prowadził produkcję związaną z branżą chemiczną (m.in. farby, kleje, zapałki). Po śmierci Rafała Sachsa posesja przeszła na własność firmy „Rafał Sachs”, którą kierował Jakób Sachs (syn), a z kolei po jego śmierci (1896) właścicielką była Rozalia Sachs. W roku 1906 dom przejął Bank Handlowy w Łodzi i Łódzki Bank Kupiecki, a od 1912 roku była własnością Towarzystwa Aukcyjnego Wyrobów Wełnianych Juliusza Heinzla.

## Architektura
Architektura elewacji jednopiętrowej kamienicy jest eklektyczna z elementami klasycystycznymi i renesansowymi. Dom wyróżnia się harmonijną fasadą. Ma trzy ryzality. W środkowym znajduje się balkon, a całość tego ryzalitu wieńczy trójkątny tympanon. Elewacja jest ozdobiona pilastrami o kompozytowych kapitelach, parter częściowo boniowany. Pomiędzy kondygnacjami biegnie fryz z rozetami i motywami roślinnymi. Nad oknami są ozdobne gzymsy, a brama zamknięta półkoliście.